# Brian Van Holt
Brian Van Holt (Waukegan (Illinois), 6 juli 1969) is een Amerikaanse acteur en voormalig model.
Van Holt brak door met een aantal (oorlogs)films. Ook verschijnt hij in televisieseries. Zo speelde hij Sean Cavennaugh in de kortlopende CBS-televisieserie Threshold. In David Milchs HBO-serie John from Cincinnati speelde hij Butchie Yost, de zoon van surflegende Mitch Yost.
Van Holt woont in Huntington Beach (Californië). Hij bezit een graad in de sociologie van de Universiteit van Californië - Los Angeles.

## Filmografie (selectie)
Films:
- House of Wax
- Man of the House
- S.W.A.T.
- Basic
- Confidence
- Windtalkers
- Black Hawk Down

Televisieseries:
- Love & Money
- Sex and the City
- Martial Law
- Homocide: Life on the street
- Spin City
- Beverly Hills, 90210
- Threshold
- John from Cincinnati
- Cougar Town